# Globasa
Globasa ist ein Plansprachenprojekt, das 2019 vom Linguisten Hector Ortega vorgestellt wurde. 
Die Sprache ist von ihrer Struktur her an Kreolsprachen angelehnt und hat zum Ziel eine möglichst einfach zu erlernende internationale Hilfssprache, ähnlich wie Esperanto, zu werden. Das Vokabular stammt aus den etwa 17 meist gesprochenen Sprachen der Welt und wird nach einem festgelegten Verfahren gebildet.
Die Sprache wird vom Team (Stand April 2024) als zu 99 % stabil angesehen. Das bedeutet es werden kaum Änderungen an der Grammatik und dem existierenden Vokabular erwartet, die weitere Arbeit ist primär die Erweiterung des Vokabulars.

## Geschichte
Der Gründer der Sprache, Hector Ortega, ist Linguist, Übersetzer und Sprachlehrer. Als Linguistikstudent beschäftigte er sich unter anderem mit Kreolsprachen. Im Zuge dessen kam er etwa im Jahr 2000 zu dem Schluss, dass eine Sprache mit einem internationaleren Wortschatz und einer einfacheren Phonologie und Grammatik als Esperanto geschaffen werden könnte. Zu seinen ursprünglichen Ideen gehörten unter anderem die Auswahl internationaler Wörter nach einer bestimmten Methode, das Ein-Buchstaben-Ein-Laut-System oder grammatikalische Besonderheiten wie das Fehlen von Artikel und Plural.
2017 lernte Ortega die Plansprache Pandunia kennen und arbeitete einige Wochen am Projekt mit. Nachdem er zur Überzeugung gekommen war, dass Morphologie und Syntax der Sprache nicht ausreichen, um komplexe Sätze zu bilden, verließ er das Projekt wieder und beschloss ein eigenes Projekt zu starten. Nach zwei Jahren Arbeit wurde die erste Version von Globasa am 26. Juli 2019, in Anlehnung an das Datum der Veröffentlichung des Esperanto Werkes Unua Libro, veröffentlicht. In den Folgejahren durchlief Globasa mehrere Phasen, in denen von Ortega und einem Team von Freiwilligen Merkmale der Sprache konkretisiert wurden. Seit Phase 5, im Januar 2022, gilt die Sprache als etwa 99 % stabil.

## Alphabet und Aussprache
Das Globasa-Alphabet basiert auf der lateinischen Schrift und enthält 25 Buchstaben, wobei jeder Buchstabe einem Laut entspricht. Es enthält fünf Vokale und 20 Konsonanten. Bezüglich Groß- und Kleinschreibung gibt es bisher keine festgelegten Regeln.
|                 | vorne | hinten |
| --------------- | ----- | ------ |
| geschlossen     | i     | u      |
| halbgeschlossen | e     | o      |
| offen           | a     | a      |

|             | Labial | Dental | Alveolar    | Palatal      | Velar | Lab. Velar |
| ----------- | ------ | ------ | ----------- | ------------ | ----- | ---------- |
| Plosiv      | /p/ p  | /t/ t  |             |              | /k/ k |            |
| Plosiv      | /b/ b  | /d/ d  |             |              | /ɡ/ g |            |
| Frikativ    | /f/ f  |        | /s/ s       | /ʃ/ /tʃ/ x c | /x/ h |            |
| Frikativ    | /v/ v  |        | /z/ z       | /dʒ/ j       |       |            |
| Nasal       | /m/ m  |        | /n/ n       |              |       |            |
| Approximant |        |        | /l/ l /ɾ/ r | /j/ y        |       | /w/ w      |

Folgende Buchstaben werden anders ausgesprochen als im Deutschen:
- c – wie tsch in Putsch
- e – wie e in Test
- h – wie ch in Echo
- j – wie dsch in Dschungel
- r – leicht gerollt
- o – wie o in Wort
- v – wie w in Waggon
- w – wie englisches w, z. B. in would
- x – wie sch in Schaf
- y – wie j in Junge
- z – stimmhaftes s, wie s in Rose

### Betonung
Wenn das Wort mit einem Konsonanten endet, wird die letzte Silbe betont.
- barix (Regen): ba-rix
- pantalun (Hose): pan-ta-lun

Wenn das Wort mit einem Vokal endet, wird die vorletzte Silbe betont.
- doste (Freund, Freundin): dos–te
- piu (Vogel): pi–u

## Wortklassen
Globasa unterscheidet zwischen Funktionswörtern, wie Konjunktionen und Präpositionen, und Inhaltswörtern.
Die allermeisten Inhaltswörter fallen in eine von zwei Klassen: Nomen/Verben oder Adjektive/Adverbien. Zur dritten Klasse Verben/Adjektive/Adverbien gehören nur die drei Hilfsverben/-wörter abil (können), musi (müssen) und ingay (sollen).
Wörter werden weder nach Zahl, noch nach Fall flektiert. Es gibt keine Artikel.
Nomen, die Menschen oder Tiere bezeichnen, sind üblicherweise geschlechtsneutral. Um explizit das Geschlecht zu benennen, gibt es die Präfixe fem- (weiblich) und men- (männlich). Beispiel: ixu – Erwachsene Person, femixu – Frau, menixu – Mann. Nur sehr wenige Wörter haben ein Geschlecht, zum Beispiel: matre – Mutter, patre – Vater.

### Nomen/Verben
Nomen/Verben sind Wörter, die als Nomen, oder als Verb gebraucht werden können.
- ergo: Arbeit oder arbeiten
- danse: Tanz oder tanzen
- yam: Mahlzeit oder essen
- lala: Lied oder singen

Zum Bilden von Zeiten gibt es verschiedene Partikeln, die vor das jeweilige Verb gestellt werden. Das Wort le kennzeichnet zum Beispiel die Vergangenheit, xa die Zukunft.
- Mi le yam pingo. – Ich aß einen Apfel.
- Mi xa yam pingo. – Ich werde einen Apfel essen.

### Adjektive/Adverbien
Adjektive/Adverbien sind Wörter, die als Adjektive, oder als Adverbien gebraucht werden können.
- bon: gut
- velosi: schnell

Ein Adjektiv/Adverb wird vor das Wort gestellt, das es modifiziert.
- Hinto sen bon yam. – Das ist eine gute Mahlzeit.
- Uma velosi pawbu. – Das Pferd läuft schnell.

## Wortherkunft
Einen der Hauptkritikpunkte an Esperanto, dass es zu eurozentrisch sei, versucht Globasa zu lösen, indem es sein Vokabular aus den weitverbreitetsten Sprachen und Sprachfamilien der Welt bezieht. Einbezogen werden die Sprachen Mandarin, Japanisch, Koreanisch, Vietnamesisch, und die Sprachfamilien Dravidisch (Telugu, Tamil), Germanisch (Englisch, Deutsch), Indoarisch (Hindustani, Bengali), Iranisch (Persisch, Paschto), Malayo-Polynesisch (Indonesisch, Tagalog), Romanisch (Spanisch, Französisch), Semitisch (Arabisch, Hebräisch), Slawisch (Russisch, Polnisch) und Turkisch (Türkisch, Uzbekisch).
Das Bilden von neuen Globasa Wörtern folgt einem festgelegten Algorithmus. Im einfachsten Fall wird ein Wort, das in gleicher oder ähnlicher Form in den meisten Familien vorkommt, genommen und an die Schreibweise von Globasa angepasst. Zusätzlich wird verschiedenes geprüft, zum Beispiel, dass es kein bereits existierendes Wort gibt, dem das neue zu ähnlich wäre. Neue Wörter können von jeder Person auf dem offiziellen Subreddit oder Wikia vorgeschlagen und diskutiert werden.

## Beispieltext
Allgemeine Erklärung der Menschenrechte, Artikel 1:
Moy insan xencu huru ji egal fe sungen ji haki. Ete hare rasona ji yoxin, ji ete ingay na soho konduta fol ruho fe sodarya.
Alle Menschen sind frei und gleich an Würde und Rechten geboren. Sie sind mit Vernunft und Gewissen begabt und sollen einander im Geist der Brüderlichkeit begegnen.